# Lamioideae
Lamioideae, potporodica medićevki. Postoji šezdesetak rodova. Rod Lamium dao je ime potporodici, porodici i redu

## Tribusi i rodovi
1. Subfamilia Lamioideae Harley
  1. Tribus Pogostemoneae Briq.
    1. Holocheila (Kudô) S.Chow (1 sp.)
    2. Colebrookea Sm. (1 sp.)
    3. Craniotome Rchb. (1 sp.)
    4. Microtoena Prain (19 spp.)
    5. Anisomeles R.Br. (27 spp.)
    6. Pogostemon Desf. (84 spp.)
    7. Eurysolen Prain (1 sp.)
    8. Rostrinucula Kudô (2 spp.)
    9. Comanthosphace S.Moore (5 spp.)
    10. Leucosceptrum Sm. (1 sp.)
    11. Achyrospermum Blume (21 spp.)

  2. Tribus Colquhounieae C. L. Xiang, Bo Li & Olmstead
    1. Colquhounia Wall. (4 spp.)

  3. Tribus Gomphostemmateae Scheen & Lindqvist
    1. Gomphostemma Benth. (33 spp.)
    2. Chelonopsis Miq. (18 spp.)

  4. Tribus Synandreae Raf.
    1. Synandra Nutt. (1 sp.)
    2. Macbridea Elliott ex Nutt. (2 spp.)
    3. Warnockia M.W.Turner (1 sp.)
    4. Brazoria Engelm. & A.Gray (3 spp.)
    5. Physostegia Benth. (12 spp.)

  5. Tribus Galeopsideae Vis.
    1. Betonica L. (10 spp.)
    2. Galeopsis L. (10 spp.)

  6. Tribus Stachydeae Dumort.
    1. Melittis L. (1 sp.)
    2. Stachys L. (375 spp.)
    3. Hypogomphia Bunge (3 spp.)
    4. Haplostachys (A.Gray) Hillebr. (5 spp.)
    5. Phyllostegia Benth. (34 spp.)
    6. Stenogyne Benth. (21 spp.)
    7. Prasium L. (1 sp.)
    8. Sideritis L. (143 spp.)

  7. Tribus Paraphlomideae Bendiksby
    1. Paraphlomis (Prain) Prain (39 spp.)

  8. Tribus Phlomideae Mathiesen
    1. Phlomis L. (90 spp.)
    2. Phlomoides Moench (177 spp.)

  9. Tribus Leonureae Dumort.
    1. Lagochilus Bunge ex Benth. (45 spp.)
    2. Chaiturus Ehrh. ex Willd. (1 sp.)
    3. Loxocalyx Hemsl. (3 spp.)
    4. Leonurus L. (24 spp.)
    5. Panzerina Soják (2 spp.)
    6. Lagopsis (Bunge ex Benth.) Bunge (5 spp.)

  10. Tribus Marrubieae Vis.
    1. Acanthoprasium (Benth.) Spach (3 spp.)
    2. Ballota L. (18 spp.)
    3. Pseudodictamnus Fabr. (14 spp.)
    4. Marrubium L. (49 spp.)
    5. Moluccella L. (8 spp.)

  11. Tribus incertae sedis
    1. Roylea Wall. ex Benth. (1 sp.)

  12. Tribus Lamieae Coss. & Germ.
    1. Eriophyton Benth. (12 spp.)
    2. Lamium L. (35 spp.)

  13. Tribus Leucadeae Scheen & Ryding
    1. Rydingia Scheen & V. A. Albert (4 spp.)
    2. Leucas R.Br. (108 spp.)
    3. Isoleucas O.Schwartz (2 spp.)
    4. Otostegia Benth. (7 spp.)
    5. Leonotis (Pers.) R.Br. (16 spp.)
    6. Acrotome Benth. (8 spp.)